# Toralf Sandø
Toralf Andreas Vold Sandø, född den 6 april 1899 i Flatanger, död den 4 mars 1970 i Bærum, var en norsk skådespelare och regissör.
Sandø debuterade 1924 och slog igenom som Bør Børson på Falkbergets turné. Han var vid Nationaltheatret 1930–1934 och Centralteatret 1936–1952, och blev senare frilans, bland annat i NRK. Han debuterade som filmregissör 1938 med Bør Børson jr., där han själv spelade huvudrollen. Mest kända av hans filmer är Den forsvundne pølsemaker (1941) och Englandsfarare (1946).

## Filmografi
Roller
- 1933 – Jeppe på bjerget
- 1935 – Samhold må til (kortfilm)
- 1936 – Vi bygger landet
- 1937 – By og land hand i hand
- 1937 – To levende og en død
- 1937 – Ungt blod
- 1938 – Bør Børson jr.
- 1939 – Å, en så'n brud!
- 1941 – Gullfjellet
- 1947 – Sankt Hans fest
- 1951 – Alt dette og Island med
- 1951 – Ukjent mann
- 1960 – Den fjerde nattevakt (TV)
- 1963 – Læraren (TV)
- 1966 – Nederlaget (TV)
- 1966 – Svält
- 1968 – Skipper Worse (miniserie, TV)
- 1969 – An-Magritt

Regi
- 1938 – Bør Børson jr.
- 1941 – Den forsvundne pølsemaker
- 1942 – Jeg drepte!
- 1942 – Det æ'kke te å tru
- 1944 – Kommer du, Elsa?
- 1946 – Englandsfarare
- 1947 – Sankt Hans fest
- 1952 – Trine!
- 1953 – Flukt fra paradiset
- 1960 – Ungen (TV)
- 1961 – Den store barnedåpen (TV)
- 1961 – Fru Inger til Østråt (TV)

Manus
- 1938 – Bør Børson jr.
- 1941 – Den forsvundne pølsemaker
- 1942 – Jeg drepte!
- 1943 – Jag dräpte
- 1942 – Det æ'kke te å tru
- 1944 – Kommer du, Elsa?
- 1946 – Englandsfarare
- 1947 – Sankt Hans fest
- 1952 – Trine!
- 1953 – Flukt fra paradiset